# میلوش زمان
میلوش زمان (به چکی: Miloš Zeman)اقتصاددان، سیاستمدار جناح چپ، رئیس‌جمهور سابق و نخست‌وزیر سابق جمهوری چک و رئیس سابق حزب دموکرات اجتماعی است، او از سال ۲۰۱۳ تا سال ۲۰۲۳ سومین رئیس‌جمهور جمهوری چک بود. همچنین  وی از سال ۱۹۹۸ تا سال ۲۰۰۲ سومین نخست‌وزیر جمهوری چک بود.

## تحصیلات
میلوش زمان در سال ۱۹۶۸ از دانشگاه اقتصادی در پراگ در رشته مهندسی اقتصادی مدرک کارشناسی ارشد دریافت کرد. وی در سال ۱۹۶۹ عضو حزب کمونیستی شد و در سال ۱۹۷۰ باید حرب کمونیستی را ترک کند. وی پس از انقلاب در سال ۱۹۸۹ عضو پارلمان شد و در سال ۱۹۹۳ رِییس حزب دمکرات اجتماعی شد. وی در سال ۱۹۹۸ نخست‌وزیر جمهوری چک شد. در سال ۲۰۱۰ حزب خود را ترک کرد و حزب جدید تأسیس کرد.

## پیروزی در انتخابات ریاست جمهوری چک
میلوش زمان در سال ۲۰۱۳ سومین رئیس‌جمهور جمهوری چک انتخاب شد. این نخستین بار بوده که رئیس‌جمهور جمهوری چک با رای مستقیم مردم این کشور انتخاب شده‌است. در این انتخابات، میلوش زمان، نخست‌وزیر سابق و کارل شوارتزنبرگ، وزیر خارجه فعلی این کشور رقابت دارند و میلوش زمان حدود ۵۶ درصد آراء را به دست آورده‌است.

## دیدگاه‌ها

### اسرائیل
میلوش زمان طرفدار سیاست اسرائیل است.
- وی در سال ۲۰۰۲ در مصاحبه با روزنامه هاآرتص، یاسر عرفات را از حمایت تروریسم متهم کرد.[۴] وی گفت که یاسر عرفات به عنوان هیتلر خطرناک است.
- میلوش زمان در سال ۲۰۱۲ در کنفرانس دوستان اسرائیل از حمله اسرائیل به تأسیسات هسته‌ای و موشکی ایران حمایت کرد و اسرائیل را جنگ با ایران تحریک کرد.[۵] او اظهار کرد که ایران کشور تروریستی است و حکومت این کشور پر از مجنونان است.[۶][۷]
- میلوش زمان در سال ۲۰۱۳ در مصاحبه با روزنامه یدیعوت اخرونوت اسرائیل حرکت سفارت خانه جمهوری چک از تل‌آویو به اورشلیم را پیشنهاد کرد و افزود که این قدم دوستی و همکاری با اسرائیل را تقویت کند.[۸]

### اسلام
زمان در مورد رشد تروریسم اسلامی و داعش ابراز نگرانی کرده‌است. او در ماه ژوئن سال ۲۰۱۱ با اشاره به اسلام گفت: «دشمن ضد تمدن از شمال آفریقا تا اندونزی در حال گسترش است. دو میلیارد نفر در آن محدوده زندگی می‌کنند و تأمین مالی آن، بخشی از فروش نفت و بخشی از فروش مواد مخدر است.» او مسلمانانی را که به قرآن باور دارند با نازی‌های ضدیهودی و نژادپرست مقایسه می‌کند.

### روسیه

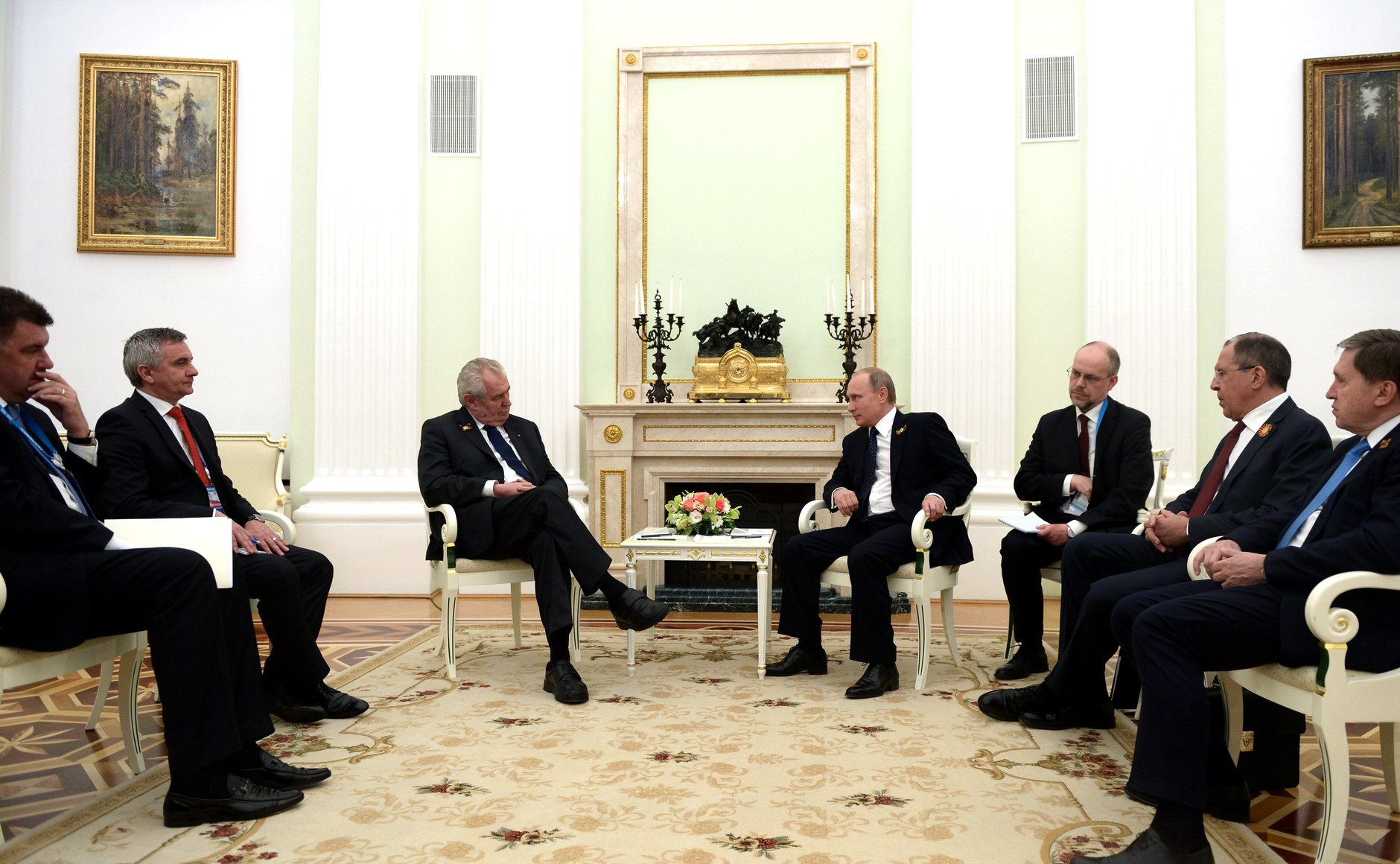
زمان در دیدار با ولادیمیر پوتین رئیس‌جمهور روسیه در مسکو

زمان جنگ در دنباس را جنگی داخلی بین دو گروه از شهروندان اوکراین دانسته که از حمایت خارجی برخوردارند، و آن را با جنگ داخلی اسپانیا مقایسه کرده‌است. در خصوص پیش زمینهٔ کوسوو را به عنوان دلیلی بر جدایی کریمه از اوکراین عنوان کرده‌است.